# Sverker Göranson

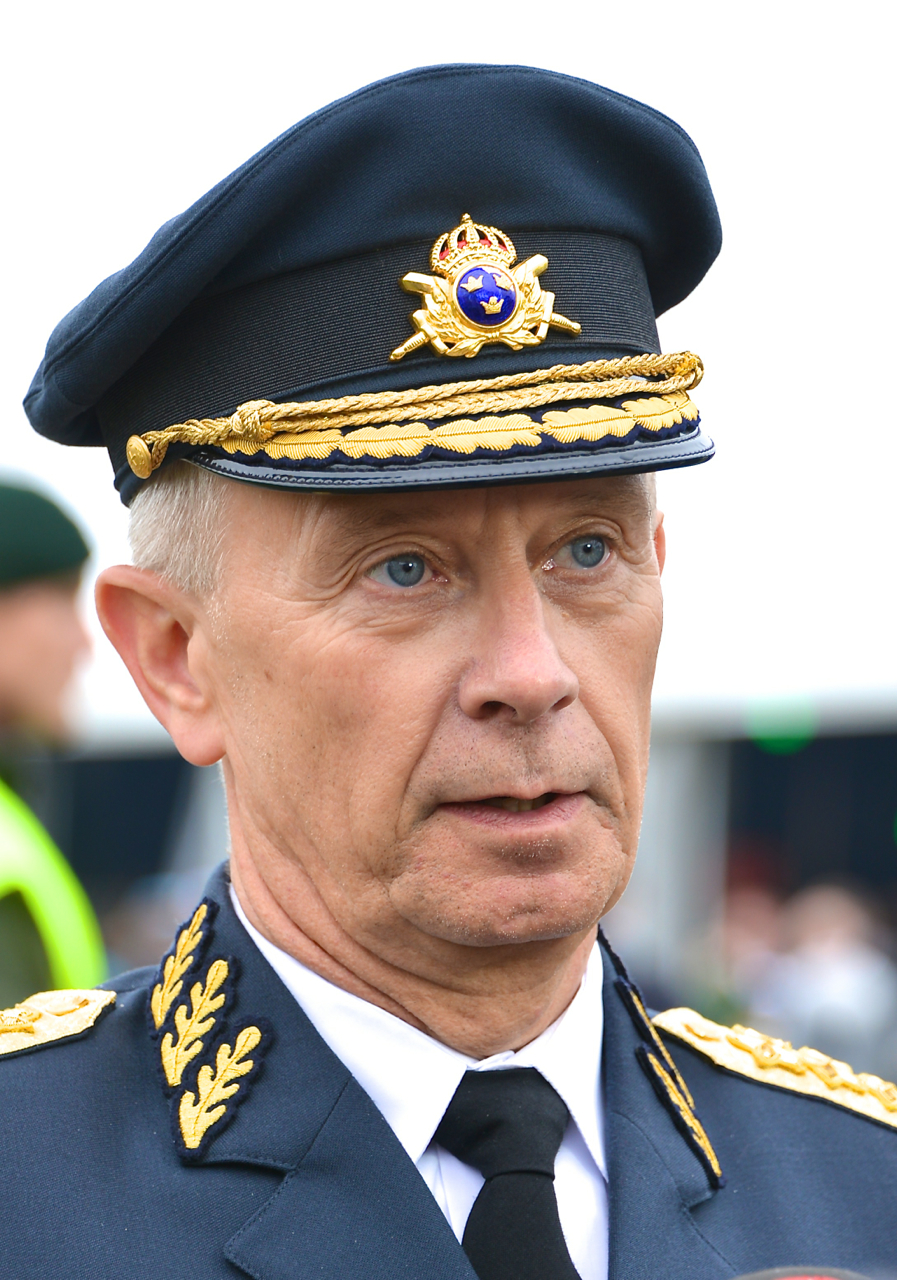
Sverker Göranson (2013)

Sverker John Olof Göranson (* 3. Mai 1954 in Lund) ist ein schwedischer General und war vom 25. März 2009 bis zum 30. September 2015 Oberbefehlshaber der schwedischen Streitkräfte.

## Leben
Göranson schloss seine schulische Ausbildung 1973 mit dem Abitur ab und studierte bis 1974 Pädagogik, Psychologie und Soziologie. 1975 trat er den schwedischen Streitkräften bei.
Nach der Absolvierung des Offizierlehrgangs wurde Göranson 1977 zum Leutnant befördert. Er diente in der Panzertruppe (Stridsvagn) und war dort unter anderem Operationschef und Brigadekommandeur (1997–2000). 1995 und 1996 war Göranson während der Jugoslawienkriege Stabschef des UNPROFOR-Kontingents in Bosnien und später stellvertretender Kommandeur der schwedischen IFOR-Kräfte. Von 2000 bis 2003 diente Sverker Göranson als Militärattaché an der schwedischen Botschaft in Washington in den USA.
2003 wurde Göranson zum Brigadegeneral befördert. Bis 2005 war er Chef des Planungsstabs der schwedischen Streitkräfte. Danach wurde er zum Generalmajor befördert und Arméinspektör, vergleichbar mit dem Inspekteur des Heeres der Bundeswehr. Vor seiner Ernennung zum Oberbefehlshaber war er bis 2009 Chef des Leitungsstabes der Streitkräfte. Am 1. Oktober 2015 folgte ihm Micael Bydén als Oberbefehlshaber nach.

## Privates
Göranson ist verheiratet und hat zwei Kinder (* 1983 und * 1985). Er spricht englisch und deutsch.